# Урузган
Урузган, понегдје назван и Орузган је једна од 34 провинције Авганистана. Провинција се налази у централном дијелу земље. Главни град је Таринкот. Реформом од 28. марта 2004, од сјеверних области провинције, формирана је нова провинција Дајкунди. На датој мапа провинција је приказана у старим границама
Талибански вођа Мула Омар рођен је у селу Сингесар у провинцији Урузган, недалеко од Кандахара.
Практично, ниједна међународна хуманитарна организација не остварује стално присуство у Урузгану. 
Провинцијом управља Јан Мохамед, ратни савезник америчких снага. Недавно је преживио неколико неуспјелих атентата, пошто је талибанска активност у региону појачана средином 2005. године.